# Château de Lafont
Le château de Lafont est un édifice situé au nord-est de Broût-Vernet, en France.

## Localisation
Le château est situé sur le territoire de la commune de Broût-Vernet, dans le département de l'Allier, en région Auvergne-Rhône-Alpes.

## Description
Le château est de style néo-classique, il est édifié au centre d'un jardin à l'anglaise, composé d'un corps central de 1817 et de deux ailes latérales datant des années 1830-1840.
Les quatre entrées du jardin sont matérialisées par des pavillons jumeaux (pavillons de Brout, de Saint Pont, de Vichy et de Saint Didier). La façade est ordonnancée en avant corps central surmonté d’un fronton.

## Historique
Dans la première moitié du XIXe siècle, Lafont est la propriété d'André de Bonneval (1798-1844), agronome qui s'est intéressé à la mise en valeur des Landes de Gascogne et qui expérimenta des techniques modernes d'exploitation sur son domaine. Par la suite, le château a appartenu à la famille Villot de Boisluisant. Il est aujourd'hui la propriété de l'éditeur Christian Chalmin.
L'édifice est inscrit au titre des monuments historiques en 1990.